# Les Mélodilous
 (octobre 2012).
Si vous disposez d'ouvrages ou d'articles de référence ou si vous connaissez des sites web de qualité traitant du thème abordé ici, merci de compléter l'article en donnant les références utiles à sa vérifiabilité et en les liant à la section « Notes et références ».
Les Mélodilous (The Backyardigans) est une série télévisée d'animation canadienne-américaine en 80 épisodes de 24 minutes, produite par Nickelodeon Productions, Guru Studio et Nelvana, diffusée du 11 octobre 2004 au 12 juillet 2013 sur Nickelodeon, et au Canada sur Treehouse TV.
En France, elle est diffusée en 10 juillet 2005 sur France 5 dans Les Zouzous et puis sur Piwi, et depuis le 30 juin 2012 et sur Nickelodeon Junior, et au Québec à partir du 18 septembre 2005 à Télé-Québec.

## Synopsis
La série s'articule autour d'une formule récurrente basée sur cinq voisins qui sont des animaux anthropomorphiques. Les cinq personnages s'adressent souvent au spectateur et se retrouvent dans des rôles variés selon les épisodes, pouvant jouer indifféremment le rôle de protagoniste ou d'antagoniste selon le cas. Les épisodes ont des thèmes très variés et contiennent également plusieurs chansons en lien direct avec le thème de l'épisode chantées par les personnages eux-mêmes et intégrés à l'intrigue.

## Personnages
- Uniqua / Victoria (VF) (Rose)
- Pablo (Bleu et Jaune)
- Tyrone / Théo (VF) (Orange)
- Tasha (Jaune)
- Austin (Violet)

## Doublage

### Voix originales
- Zach Tyler Eisen (saison 1) puis Jake Goldberg (saisons 2-4) : Pablo
- Reginald Davis Jr. (saison 1), Jordan Coleman (saisons 2-3), Chris Grant Jr. (saison 4) : Théo
- LaShawn Tináh Jefferies : Victoria
- Naelee Rae (saisons 1-2) puis Gianna Bruzzese (saisons 3-4) : Tasha
- Jonah Bobo : Austin

### Voix françaises
- Valérie Lecot : Pablo
- Véronique Fyon : Théo
- Marie-Line Landerwijn : Victoria
- Maia Baran : Tasha
- Nathalie Stas : Austin
- Philippe Résimont : Dragon

## Épisodes
| Saison | Saison | Épisodes | États-Unis      | États-Unis      |
| Saison | Saison | Épisodes | Début de saison | Fin de saison   |
| ------ | ------ | -------- | --------------- | --------------- |
|        | 1      | 20       | 11 octobre 2004 | 19 juin 2006    |
|        | 2      | 20       | 9 octobre 2006  | 17 janvier 2008 |
|        | 3      | 20       | 14 janvier 2008 | 5 juin 2009     |
|        | 4      | 20       | 26 octobre 2009 | 12 juillet 2013 |

1. Le Trésor des pirates
2. Au cœur de la jungle
3. Le Yéti
4. Le Fort des neiges
5. Mission secrète
6. C’est chouette d’être un fantôme
7. Le Far West
8. Sur les bords du Nil
9. Les Chevaliers sont forts et courageux
10. Les Naufragés
11. Le Voyage des vikings
12. La Tour du pouvoir
13. À la recherche du Rocher volant
14. Le Palais de la polka
15. Eurêka!
16. Vive le surf
17. La Course autour du monde
18. Les Hommes des cavernes
19. Le Goûter
20. L’Expédition sur Mars
21. Théo le détective
22. Un dessert pour l’impératrice du Japon
23. Le Goûter des monstres
24. Une mystérieuse affaire
25. La Légende des sœurs Volcan
26. Le Secret de la neige
27. Le Monstre des Marais
28. Au galop!
29. Courrier spécial
30. Les Professionnels de l’espionnage (1re partie)
31. Les Professionnels de l’espionnage (2e partie)
32. Les Déménageurs de l’Orient
33. Les Policiers et les robots
34. Simbad, le marin solitaire
35. Les Meilleurs Clowns du coin
36. La Brigade des mers
37. Un scoop
38. Dans les fonds de l’océan
39. Qui va là?
40. À nous deux, papillon
41. Un problème de taille
42. La Guerre des raquettes
43. Les Éboueurs de l’espace
44. Le Télégramme chantant
45. Qu’est-ce qui vous embête
46. Chiche-Itza Pizza!
47. À la une du journal
48. Voyage au centre de la terre
49. Le Conte des vaillants chevaliers (1re partie)
50. Le Conte des vaillants chevaliers (2e partie)
51. Le Roi du dégisement
52. Match au sommet de l’Olympe
53. La Grande Course des dauphins
54. Le Meilleur Ami de l’homme des cavernes
55. Drôle de journée au ranch
56. Robin propre des bois
57. Le Village des contes de fée
58. Les Deux Mousquetaires
59. Biblio-Zorro
60. Le Camp pirate
61. Les Robots se déchaînent (1re partie)
62. Les Robots se déchaînent (2e partie)
63. L’Attaque du ver géant
64. Un train sans conducteur
65. Dragon Express
66. L’Évasion
67. Suivez la plume
68. Le Méchant Loup rigolo
69. Le Pouvoir des fleurs
70. Les Super-Elfes du père Noël
71. Los Galacticos
72. L’Enragé
73. Pour l’amour des chaussettes !
74. Un éléphant en cavale
75. Le Skateboard magique
76. Le Café de la grande ourse
77. Les Merveilleux Splashinis
78. Pablo et les écureuils
79. Une super équipe
80. Le Vilain pas beau